# Калдарело (Катанцаро)
Калдарело је насеље у Италији у округу Катанцаро, региону Калабрија.
Према процени из 2011. у насељу је живело 13 становника. Насеље се налази на надморској висини од 10 м.